# سيمون بول
سيمون بول (بالإنجليزية: Simon Bull)‏ هو رسام أمريكي، ولد في 1958.